# 散布山
散布山（日语：／），俄称博格丹·赫梅尔茨基火山（俄语：Вулкан Богдан Хмельницкий），是位於千島群島擇捉島中部的火山，属北海道根室振兴局或萨哈林州库里尔斯克区，海拔高度1,587米，山體由玄武岩和安山岩組成，最近一次火山噴發在1860年發生。它以乌克兰哥萨克酋长国酋长博格丹·米哈伊洛维奇·赫梅尔尼茨基命名。